# Kyle Busch
Kyle Thomas Busch (* 2. Mai 1985 in Las Vegas, Nevada) ist ein US-amerikanischer Rennfahrer. Er fährt den Toyota Camry mit der Startnummer 18 für Joe Gibbs Racing in der NASCAR Cup Series, einen Camry mit der Startnummer 54 für Joe Gibbs Racing in der NASCAR Xfinity Series. Er ist der Fahrer mit den meisten Siegen aller Zeiten sowohl in der Xfinity Series als auch der Gander Outdoors Truck Series. Seine Rennfahrerkarriere begann er mit Rennen auf dem sogenannten Bullring auf dem Las Vegas Motor Speedway. Häufig wird er mit Spitznamen Shrub genannt, da er der jüngere Bruder von Kurt Busch ist und ein kleiner Busch in den Vereinigten Staaten oftmals als „shrub“ bezeichnet wird. Seit Juli 2007 ist er mit Samantha Sarcinella liiert.

## NASCAR-Karriere

### NASCAR Camping World Truck Series

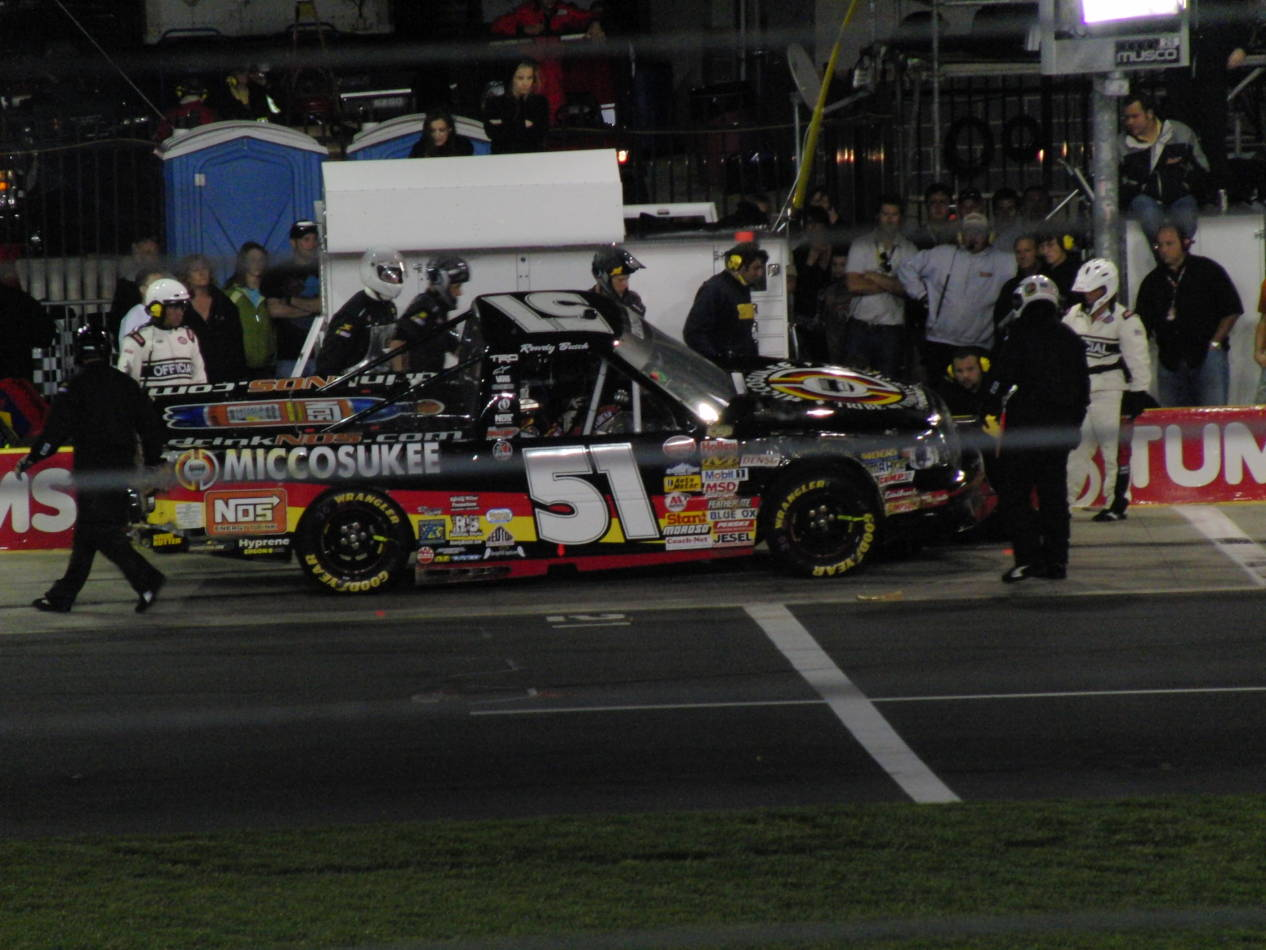
Busch in Concord, 2008

Im Alter von 16 Jahren startete Busch in der NASCAR Craftsman Truck Series für Roush Racing als Ersatzfahrer, nachdem die beiden Fahrer des Teams in der Mitte der Saison 2001 abgelöst worden waren. In den sechs Rennen, die er in dieser Saison an den Start ging, erlangte Busch zwei Top-10-Ergebnisse.
Busch war der schnellste Fahrer im Training zum Rennen der Craftsman Truck Series der Saison 2001 auf dem California Speedway in Fontana, als er von Offiziellen von CART der Strecke verwiesen wurde, weil das American Racing Wheels 200 Teil eines Rennwochenendes der CART FedEx Championship Series war, welches von der Zigarettenmarke Marlboro gesponsert wurde. Marlboro verwies Busch aus dem Garagenbereich aufgrund des Master Settlement Agreement von 1998, wonach Personen unter 18 Jahren nicht an Veranstaltungen teilnehmen dürfen, die von Tabakfirmen gesponsert werden.
Sechs Wochen nach diesem Vorfall beschloss NASCAR ein Mindestalter von 18 Jahren für Fahrer, um weiteren Vorfällen dieser Art vorzubeugen, nachdem mit Winston ebenfalls ein Tabakhersteller Sponsor der obersten Rennserie geworden war. Ab dem Jahr 2007 wurde diese Regelung wieder geändert, so dass in der Grand National und Whelen Modified Series nun auch Fahrer ab 16 Jahren teilnehmen dürfen.
Nach Inkrafttreten der Regelung wechselte Busch von NASCAR zur American Speed Association, einer Rennserie im Mittleren Westen der USA. Er beendete die Saison 2002 als Achter in der Meisterschaft.
Im Jahr 2004 fuhr Busch ein Rennen für Morgan-Dollar Motorsports im Acxiom Chevrolet Silverado mit der Startnummer 47.
In der Saison 2005 kehrte Busch in die Craftsman Truck Series für einige Rennen zurück und fuhr den Chevrolet für Billy Ballew Motorsports, mit dem er die Rennen auf dem Lowe’s Motor Speedway, Dover International Speedway und das Herbstrennen auf dem Atlanta Motor Speedway gewinnen konnte. Alle drei Rennen gingen über eine Distanz von 200 Meilen. Busch wurde zum jüngsten Rennfahrer, der ein Rennen der Truck Series im Alter von 20 Jahren und 19 Tagen gewinnen konnte.
Busch wiederholte seinen Sieg auf dem Lowe’s Motor Speedway in der Saison 2006 in einem Wagen mit Speziallackierung, wie ihn Rowdy Burns in Tage des Donners fuhr, als Tribut an Bobby Hamilton, dem Stuntfahrer während der Dreharbeiten zum Film.
Das erste Rennen der Saison 2008 beendete Busch als Zweiter, die nächsten beiden Rennen gewann er jeweils. Nach einem achten Platz beim North Carolina Education Lottery 200 wurde er beim Sam’s Town 400, dem neunten Rennen der Saison, in Texas Zweiter. In Michigan wurde er Siebter und verlor damit einen Platz im Vergleich zum Start. Den dritten Saisonsieg erzielte Busch beim O’Reilly 200 in Bristol.

### NASCAR Xfinity Series

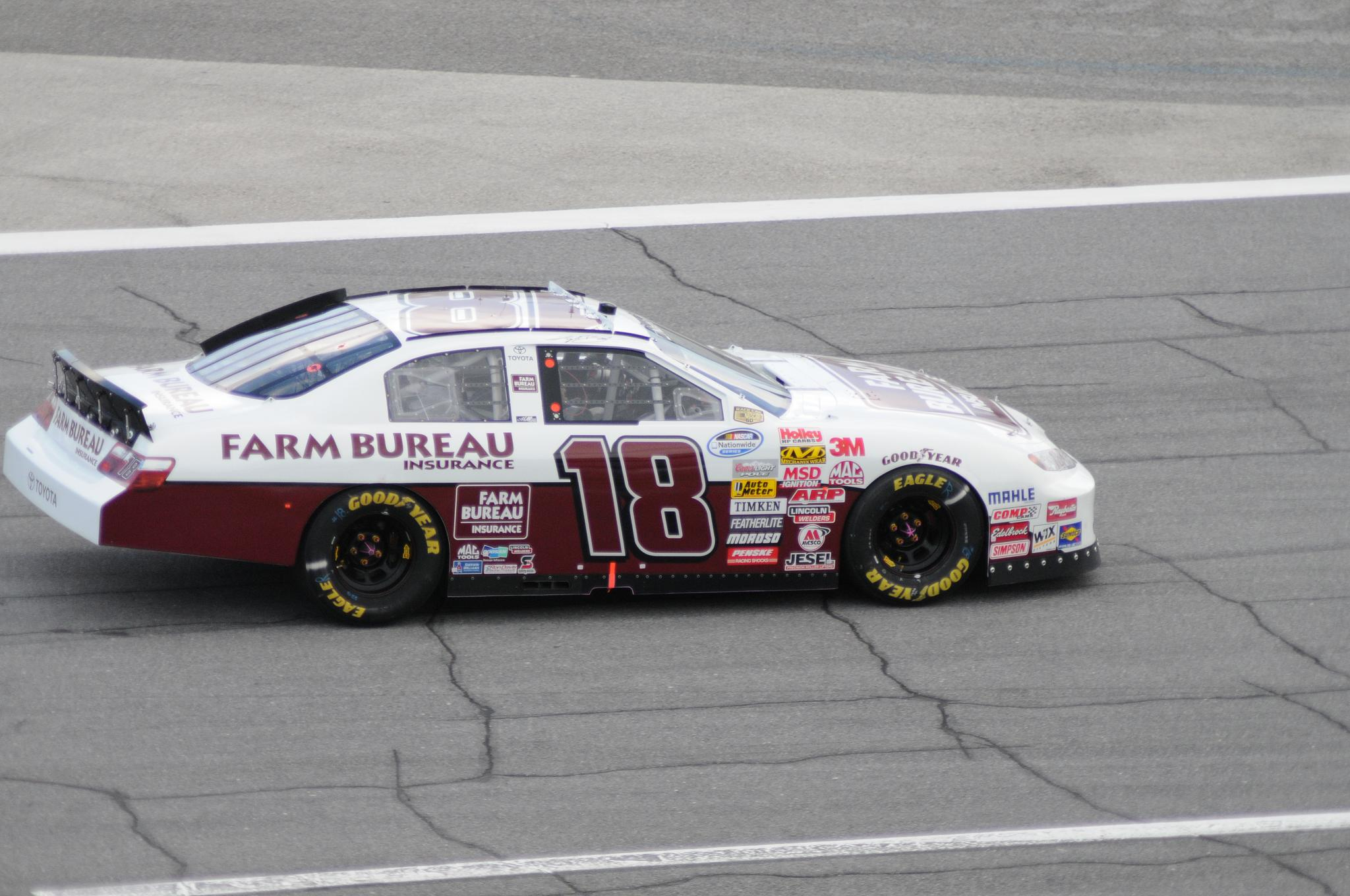
Busch mit der Nummer 18 beim Winn-Dixie 250 in Daytona 2008

Als Busch seinen 18. Geburtstag feierte, tat er sich mit Hendrick Motorsports zusammen, um sechs Rennen in der NASCAR Busch Series auf ausgewählten Strecken zu fahren. Dabei fuhr er den Ditech.com Chevrolet Monte Carlo mit der Startnummer 87. Damit erreichte er einen zweiten Platz beim Rennen im Mai auf dem Lowe’s Motor Speedway. Ebenfalls mit Hendrick ging er in ausgewählten Rennen der ARCA RE/MAX Series an den Start, von denen er die auf dem Kentucky Speedway und dem Nashville Superspeedway gewinnen konnte.
Seine erste volle Saison in der zu jener Zeit noch Busch Series genannten Nationwide Series fuhr Kyle Busch im Jahre 2004, als er den Wagen von Brian Vickers übernahm, der zuvor in den Sprint Cup gewechselt war. Gleich im zweiten Rennen in Rockingham erreichte er ein Top-10-Resultat, im fünften Rennen die erste Pole-Position und seinen ersten Sieg beim Funai 250 im Mai auf dem Richmond International Raceway. Insgesamt gewann Busch fünf Rennen in der Saison 2004 und beendete die Saison als Zweiter in der Meisterschaft nach Martin Truex junior Zugleich sicherte er sich den Titel als Rookie des Jahres in der Busch Series. Weitere Siege folgten beim Carquest Auto Parts 300 auf dem Lowe’s Motor Speedway im Jahre 2005 sowie beim Sharpie Mini 300 auf dem Bristol Motor Speedway im Jahre 2006.
In der Nationwide Saison 2008 schloss er die ersten beiden Rennen als Zweiter ab. Seinen ersten Sieg der Saison erfuhr er sich beim O’Reilly 300. In der Woche darauf siegte er erneut beim Bashas’ Supermarkets 200 sowie auch erneut in der Folgewoche beim Corona México 200 in Mexiko-Stadt. Den nächsten Sieg fuhr er sich beim Carquest Auto Parts 300 auf dem Lowe’s Motor Speedway ein. In Dover wurde er wegen eines Unfalls auf Platz 28 zurückgeworfen. Beim 14. Saisonrennen in Nashville wurde er nach einem Unfall 20. In Kentucky wurde er nach einem eigenverschuldeten Dreher 30. Beim zweiten Daytona-Rennen wurde er hinter seinem Teamkollegen Denny Hamlin Zweiter. Auf dem Chicagoland Speedway konnte er mit dem Dollar General 300 seinen fünften Saisonsieg einfahren, nachdem er in Runde 155 von 200 bereits einen 10-Sekunden-Vorsprung gehabt hatte. Das Kroger 200 gewann er nach 197 von 200 Führungsrunden. Das Zippo 200 auf dem Watkins Glen International beendete Busch hinter Marcos Ambrose als Zweiter, nachdem er zwischenzeitlich durch technische Probleme bis auf Platz 24 zurückgefallen war. Er fuhr in diesem Rennen erstmals mit dem Wagen Nummer 92 von D’Hondt Motorsports.

### Monster Energy NASCAR Cup Series

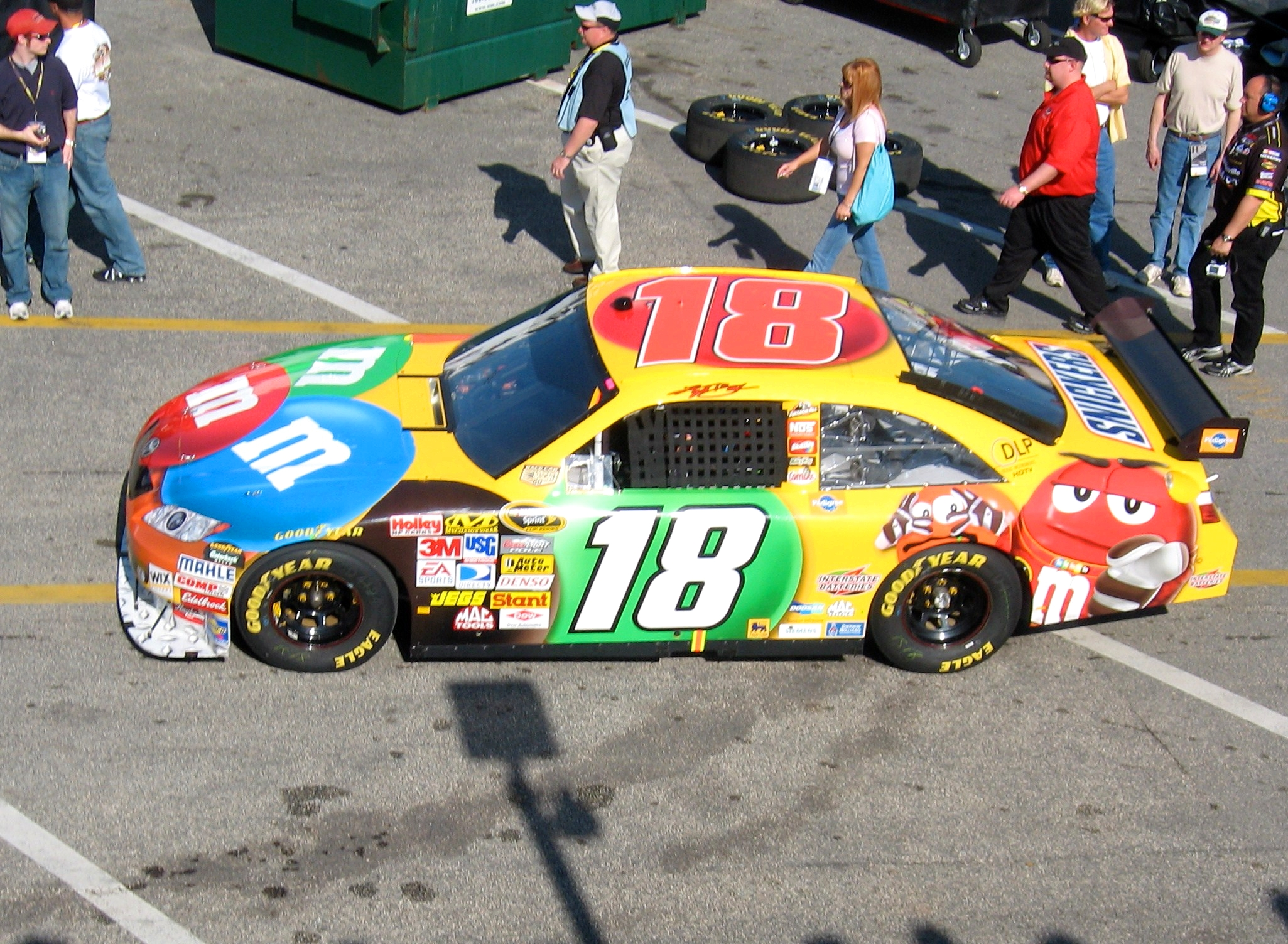
Kyle Buschs #18 (2008)

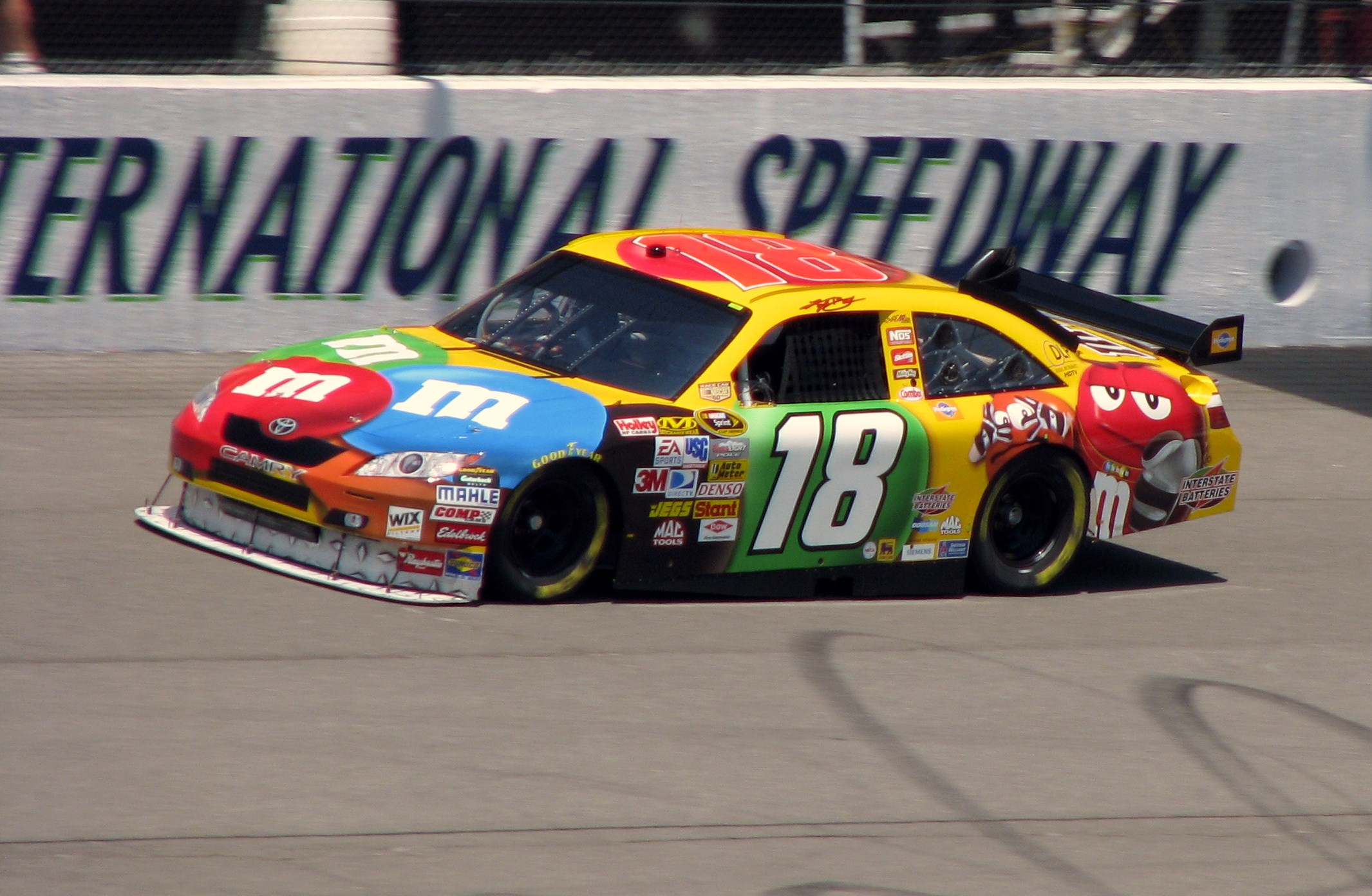
Kyle Busch 2008 in Michigan

In der Saison 2004 fuhr er insgesamt sechs Rennen im Carquest Chevrolet mit der Startnummer 84 für Hendrick Motorsports. Seine beste Platzierung der Saison war ein 24. Platz auf dem California Speedway.
Nach der Ankündigung, dass Terry Labonte in der Saison 2005 und 2006 nur noch ausgewählte Rennen fahren würde, übernahm Busch den Kellog’s/Carquest Chevrolet mit der Startnummer 5 für Hendrick Motorsports.
Den ersten Sieg in einem Rennen des Sprint Cups, der zu dieser Zeit noch Nextel Cup hieß, gelang ihm beim Sony HD 500 auf dem California Speedway in Fontana im September 2005. Busch war damit der jüngste Fahrer, dem ein Sieg im Cup mit einem Alter von 20 Jahren und 125 Tagen gelang (nur vier Tage jünger als der vorherige Rekordhalter Donald Thomas), ehe Joey Logano diesen Rekord 2009 unterbot. Zwei Monate später gelang ihm im November 2005 ein weiterer Sieg auf dem Phoenix International Raceway. Damit sicherte er sich für die Saison 2005 den Titel Rookie des Jahres.

#### 2006
In der Saison 2006 landete Busch einen überzeugenden Sieg beim Lenox Industrial Tools 300 auf dem New Hampshire International Speedway. Einen weiteren überzeugenden Auftritt hatte er beim letzten Rennen vor dem Chase for the Nextel Cup auf dem Richmond International Raceway, welches er als Zweiter beendete, nachdem er die meisten Runden des Rennens geführt hatte. Daraufhin ging er als Vierter nach Punkten in den Chase.
Beim ersten Rennen im Chase, dem zweiten Rennen der Saison auf dem New Hampshire International Speedway, startete Busch im Mittelfeld und wurde in Runde vier in einen Vorfall verwickelt, bei dem er mit Jeff Green im Wagen mit der Startnummer 66 so zusammenstieß, dass die Aufhängung des Wagens beschädigt wurde und er nach einem Dreher den Wagen irreparabel beschädigte. Beim folgenden Rennen auf dem Dover International Speedway startete Busch besser als in New Hampshire, wurde aber aufgrund eines Motorschadens aus dem Rennen gerissen. Auch das Rennen auf dem Kansas Speedway verlief nicht ohne Zwischenfälle, als er zu schnell in der Boxengasse war und das Rennen in der zweiten Hälfte der Top 10 beendete.
Die Saison 2006 beendete Kyle Busch auf dem zehnten Platz mit 448 Punkten Rückstand auf den Meister Jimmie Johnson. Sein erfahrenes Preisgeld in der Saison belief sich auf 5.537.337 US-Dollar. Mit Stand vom Juni 2007 ist Kyle Busch der jüngste Fahrer, der es in den Chase for the Cup geschafft und eine Pole-Position im Nextel Cup erlangt hat.

#### 2007
Beim Daytona 500 2007 war Busch in einen Massencrash im Kampf um Platz drei in der letzten Kurve verwickelt, während die beiden Führenden Kevin Harvick und Mark Martin nebeneinander um den Sieg kämpften. Busch fuhr auf Martin zu und hätte ihm damit den für den Sieg nötigen Schub geben können, doch stattdessen kam er mit dem neben ihm fahrenden Matt Kenseth in Berührung und die beiden kollidierten, worauf einige hinter ihnen liegende Fahrer wie Clint Bowyer ebenfalls nicht mehr ausweichen konnten. Dadurch gewann Harvick das Rennen vor Martin, während Jeff Burton Dritter wurde.
Mit seinem Sieg beim Food City 500 auf dem Bristol Motor Speedway am 25. März 2007 schrieb Kyle Busch Geschichte, als er als erster Fahrer einen Sieg mit dem Car of Tomorrow errang. Gleichzeitig war dies der 200. Sieg für Hendrick Motorsports in NASCAR sowie der 600. für Chevrolet. Für Chevrolet war dies zudem der erste Sieg eines Chevrolet Impala seit dem Sieg von Wendell Scott in Jacksonville im Jahre 1963.
Am 13. Juni 2007 kündigte Kyle Busch an, nach dem Ende der Saison 2007 Hendrick Motorsports zu verlassen. Beide Seiten befanden sich zwar in Gesprächen zu Vertragsverhandlungen, erklärten aber im gegenseitigen Einverständnis, in Zukunft getrennte Wege zu gehen. Diese Ankündigung erfolgte am selben Tag als bekannt wurde, dass Dale Earnhardt junior Kyle Busch bei Hendrick ersetzen und den Wagen übernehmen wird.

#### 2008

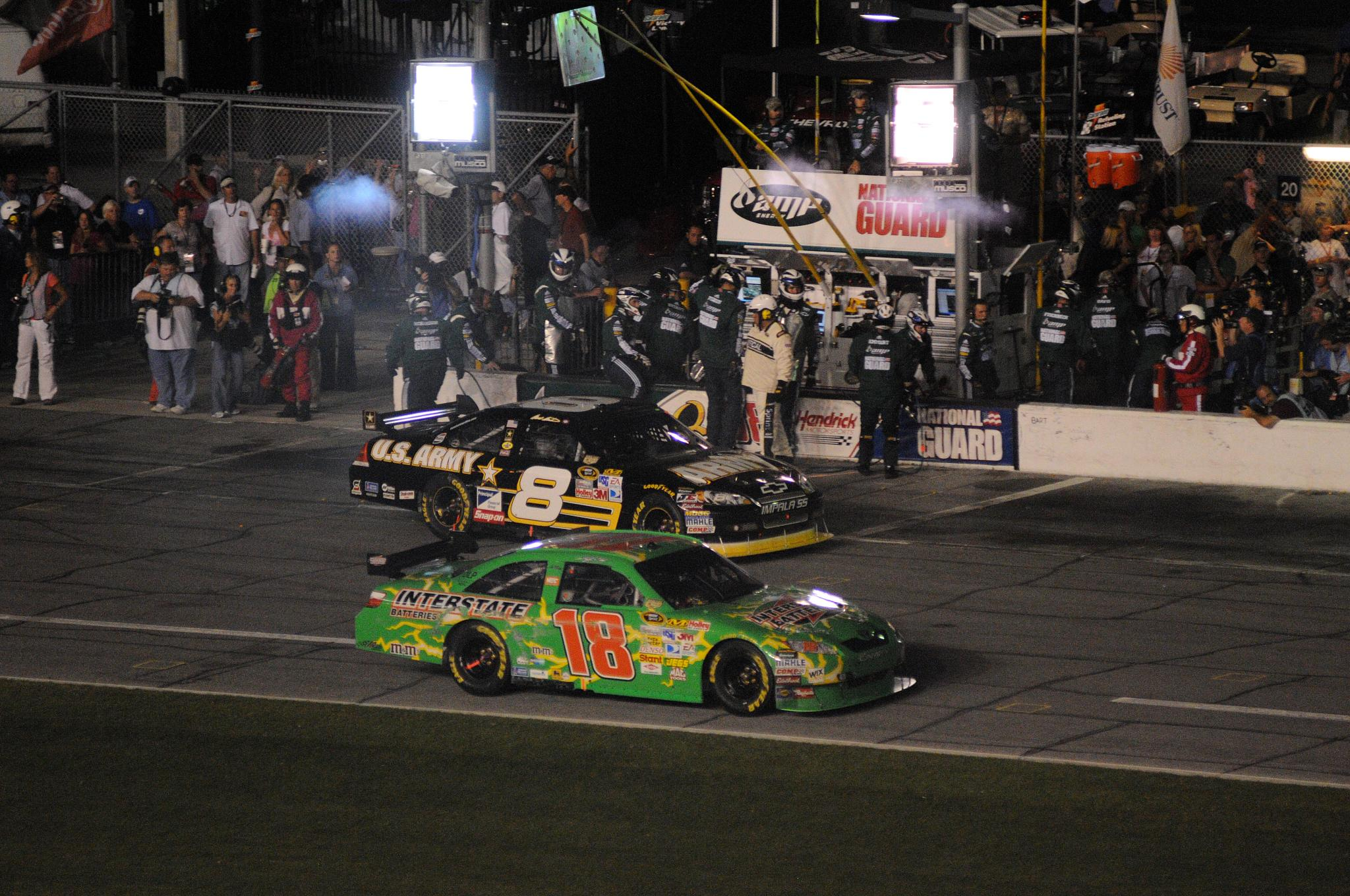
Busch beim Coke Zero 400 2008

Sein Crew Chief in der Saison 2008 war Steve Addington. Am 9. März 2008 feierte er im Joe Gibbs Racing Toyota seinen ersten Sieg beim Atlanta 500. Kyle Busch gelang es, den ersten Sieg eines Toyota im Cup und somit den ersten Sieg eines nicht amerikanischen Herstellers seit 54 Jahren (Al Keller im Jaguar) einzufahren. Am 27. April sicherte sich Busch den zweiten Sieg in der Saison beim Aaron’s 499 auf dem Talladega Superspeedway, nachdem nach einem Massenunfall in der letzten Runde das Rennen unter Gelb beendet worden war. Beim Crown Royal Presents The Dan Lowry 400 in Richmond belegte er hinter Clint Bowyer den zweiten Platz und führte somit erstmals die Meisterschaft an. Das Dodge Challenger 500 auf dem Darlington Raceway am nächsten Rennwochenende gewann er erneut und baute seine Führung auf 79 Punkte vor Jeff Burton aus. Mit seinen 23 Jahren wurde Busch der jüngste Sieger auf der Traditionsrennstrecke in Darlington seit der Eröffnung 1950.

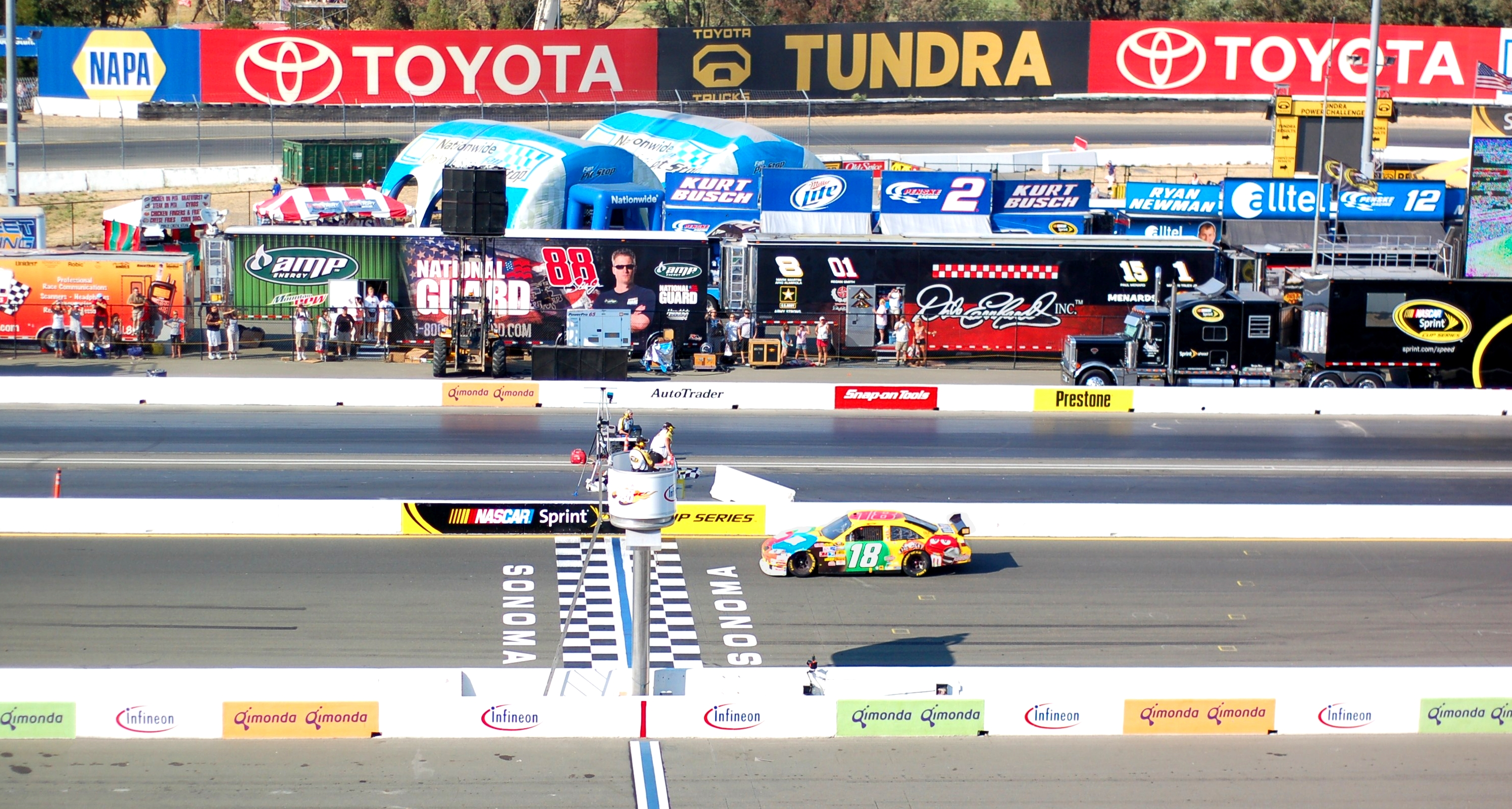
Busch bei der Zieldurchfahrt in Sonoma

Den vierten Saisonsieg erzielte er beim Best Buy 400 auf dem Dover International Speedway. In der nächsten Woche startete er einen Rekordversuch, indem er drei Rennen verschiedener NASCAR-Serien auf drei verschiedenen Strecken in drei verschiedenen Staaten fuhr. In der Truck Series wurde er Zweiter, in der Nationwide Series 20. und in der höchsten Klasse, dem Sprint Cup, 43. Beim LifeLock 400 am 15. Juni wurde Busch 13., behielt jedoch dennoch die Gesamtführung. Nach diesen beiden weniger guten Resultaten folgte der fünfte Saisonsieg beim Toyota/Save Mart 350 auf dem Infineon Raceway, nachdem er 78 der insgesamt 112 absolvierten Runden in Führung gelegen war – es war Buschs erster Sieg im Sprint Cup auf einem Straßenkurs. Nach einem durchwachsenen Rennen, bei dem er zeitweise bis auf Platz 37 zurückfiel, siegte er auch beim Coke Zero 400 – sein erster Sieg in Daytona. Auch im darauf folgenden Rennen, dem LifeLock.com 400 auf dem Chicagoland Speedway siegte Busch, nachdem er von der Pole-Position gestartet war, 165 von 267 Runden führte und bereits am Tag zuvor das Dollar General 300 in der Nationwide Series auf dem Speedway gewann. Zusammen mit seinem Bruder Kurt, der beim Lenox Industrial Tools 301 siegte, gewannen sie damit vier aufeinanderfolgende Rennen, was zuvor nur Tim und Fonty Flock in der Saison 1955 gelang.
Nach zwei eher mittelmäßigen bis schlechten Rennen dominierte Busch die zweite Rennhälfte beim Centurion Boats at The Glen und sicherte sich somit auch den Sieg beim zweiten Saisonrennen auf einem Straßenkurs sowie seinen insgesamt achten Saisonsieg.

#### 2009
Die Saison 2009 begann für Busch mit einem enttäuschenden 41. Platz beim Daytona 500. Am darauffolgenden Wochenende erzielte er einen dritten Platz beim Auto Club 500. Der erste Saisonsieg im Sprint Cup folgte eine Woche später beim Shelby 427 auf dem Las Vegas Motor Speedway.

#### 2015

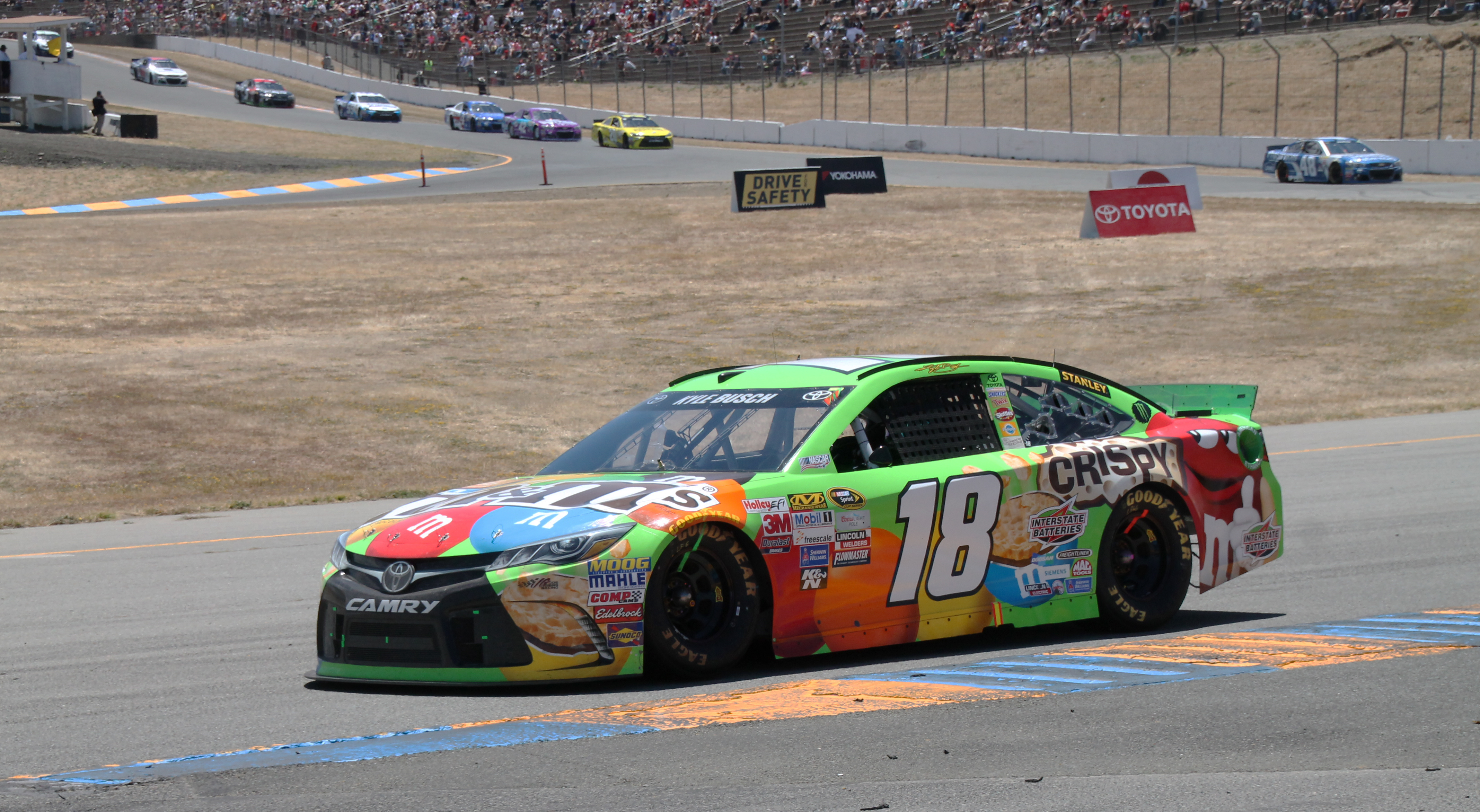
Kyle Busch im Jahre 2015 auf dem Sonoma Raceway

Die Saison begann mit einem Rückschlag für Busch. Im Xfinity Rennen in Daytona brach sich Busch das rechte Bein und den linken Mittelfuß, was zur Folge hatte, dass er die ersten 11 Saisonrennen verpasste und damit eigentlich kein Recht auf ein Chase Ticket hatte. NASCAR erklärte sich aber bereit eine Ausnahme zu machen, wenn Busch min. einen Platz unter den Top 30 in der Fahrerwertung und einen Sieg vorweisen konnte. Mit seinem ersten Saisonsieg in Sonoma schaffte Busch ein Ziel zu erfüllen. Mit weiteren 3 Siegen in 4 Rennen festigte Busch seine Position innerhalb der Top 30 und sicherte sich mit 4 Siegen sein Chase Ticket. Beim Championship Final in Homestead hatten nur noch Kyle Busch, Martin Truex jr., Kevin Harvick und Jeff Gordon die Chance auf den Titel, welchen sich Kyle Busch mit einem weiteren Sieg sicherte.

### 2016–2020
2016 gewann Busch vier Rennen, verpasste jedoch die Titelverteidigung im letzten Rennen gegen Jimmie Johnson und wurde hinter ihm und Joey Logano Gesamtdritter. Zudem fuhr er als Dritter seine bis dahin beste Platzierung beim Daytona 500 ein.
2017 kämpfte er mit zwei Siegen erneut um den Titel verpasste diesen jedoch erneut, diesmal gegen Martin Truex junior, der das Saisonfinale gewann, während Logano im selben Rennen Zweiter wurde.
2018 war Busch sogar in acht Rennen siegreich und damit mehr als zuvor, im Saisonfinale im Homestead wurde er Vierter, doch leider kamen die anderen Titelfavoriten Logano, Truex und Kevin Harvick allesamt vor ihm ins Ziel.
2019 fuhr Busch als Zweiter sein bisher bestes Daytona 500-Resultat ein und gewann fünf Saisonrennen, einen davon in Homestead, womit er sich zum zweiten Mal den Titel sichern konnte. Seine Hauptrivalen vorm Saisonfinale waren Truex, Harvick und Denny Hamlin gewesen.
Die Saison begann schlecht für Busch, da er beim Daytona 500 frühzeitig ausschied und nur 34. wurde. Auch beim Pennzoil 400 auf dem Las Vegas Motor Speedway kam Kyle Busch nur als 15. ins Ziel. Beim Auto Club 400 hingegen wurde er wieder Zweiter hinter Alex Bowman, beim FanShield 500 Dritter hinter Logano und Harvick. Momentan ist Busch Zwölfter in der Gesamtwertung.

## Show
Bei einer WWE-Veranstaltung durfte er am 2. Dezember 2019 die WWE 24/7 Championship von R-Truth gewinnen und kurzzeitig halten.